# OpenLP
Az OpenLP egy nyílt forráskódú, keresztplatformos templomi prezentációs platform, mely egyaránt alkalmas énekek, igeversek, videók, képek és bemutatók vetítésére. A program sokféle gyülekezeti szolgálati igényt képes támogatni, így felhasználható imádságok, dicsőítések, istentiszteletek és a liturgia egyéb részeinek informatikai segítésére, projektorral vagy anélkül.

## Funkciók
- dalok importálása többféle formátumból
- bibliai szakaszok importálása többféle formátumból
- bemutatók importálása és kezelése a LibreOffice Impress segítségével
- képek importálása, melyekből diavetítések hozhatók létre
- médiaállományok kezelése az integrált VLC media player segítségével
- távirányítás telefonról és táblagépről
- színpadi nézet

## Külső hivatkozások
- az OpenLP hivatalos honlapja
- vetítés az OpenLP-vel - a Szent András Evangelizációs Alapítvány honlapja